# Thung Khao Luang (huyện)
Thung Khao Luang (tiếng Thái: ทุ่งเขาหลวง) là một huyện (amphoe) của tỉnh Roi Et, Thái Lan.

## Địa lý
Huyện này nằm ở trung tâm huyện Roi Et. Các huyện giáp ranh (từ phía nam theo chiều kim đồng hồ) là: At Samat, Thawat Buri và Selaphum.
Sông Chi chảy qua huyện này.

## Lịch sử
Tiểu huyện đã được lập ngày ngày 1 tháng 7 năm 1997, khi bốn tambon Thung Khao Luang, Thoet Thai, Bueng Ngam và Maba được tách ra từ Thawat Buri.
Theo quyết định của chính phủ Thái Lan vào ngày 15 tháng 5 năm 2007, tất cả 81 tiểu huyện đều được nâng lên thành huyện. Với việc đăng công báo ngày 24 tháng 8, việc nâng cấp này thành chính thức.

## Hành chính
Huyện này được chia thành 5 phó huyện (tambon), các đơn vị này lại được chia ra thành 50 làng (muban). Không có khu vực đô thị, có 5 Tổ chức hành chính tambon (TAO).
| STT. | Tên              | Tên Thái  | Số làng | Dân số |  |
| ---- | ---------------- | --------- | ------- | ------ |  |
| 1.   | Thung Khao Luang | ทุ่งเขาหลวง | 7       | 4.632  |  |
| 2.   | Thoet Thai       | เทอดไทย   | 10      | 4.753  |  |
| 3.   | Bueng Ngam       | บึงงาม     | 13      | 4.630  |  |
| 4.   | Maba             | มะบ้า      | 9       | 4.859  |  |
| 5.   | Lao              | เหล่า      | 11      | 5.386  |  |